# Risänge
Risänge är en by i Harbo socken, Heby kommun.
Byn omtalas första gången i markgäldsförteckningen 1312, då här fanns sex skattskyldiga hushåll. Under 1500-talet består Risänge av ett mantal skatte och ett mantal Sankt Eriksjord. Den senare hade 1357 donerats till Uppsala domkyrka, drogs 1536 till Gustav Vasa och ingick i de gustavianska godsen som 1624 donerades till Uppsala universitet. Risänge hade sina fäbodar vid Risängsvallen. I Risänge fanns även soldattorpet för rote no. 35 vid Salbergs kompani, soldatnamn Riman, senare Eklund. En parstuga från Risänge från 1600-talet är flyttad till Harbo hembygdsgård.
1881 bodde 71 personer i Risänge, 1940 49 personer och 1981 21 personer.
Bland torp under Risänge märks Lövhagen, Källhagen, Källbo och Bovallen. Risänge missionshus uppfördes 1943.